# Ilya Kutepov
Ilya Olegovich Kutepov - em russo, Илья Олегович Кутепов (Stavropol, 29 de julho de 1993) - é um futebolista russo que atua como zagueiro. Atualmente, joga pelo Spartak Moscou.

## Carreira
Foi convocado para defender a Seleção Russa de Futebol na Copa do Mundo de 2018.